# Ethel Lang
Ethel Lang (nascida Lancaster; 27 de maio de 1900 – 15 de janeiro de 2015) foi uma supercentenária britânica que era a pessoa viva mais velha no Reino Unido, a segunda pessoa viva mais velha da Europa, depois de Emma Morano, e a nona pessoa viva mais velha do mundo. Ela foi a última pessoa britânica a ter nascido durante o reinado da Rainha Vitória e uma das últimas de todo o Império Britânico, junto com a jamaicana Violet Brown.   Ela também foi a última britânica viva nascida no século XIX (1801-1900).

## Biografia
Ethel nasceu em Worsbrough, perto de Barnsley, filha do mineiro Charles Lancaster e sua esposa Sarah Lancaster. Alguns membros de sua família viveram vidas longas: sua mãe, Sarah Lancaster viveu até aos 91 anos, sua irmã, Ada Wragg (1892–1996) viveu até os 104 anos e sua bisavó morreu em 1848 aos 92 anos. Na época de sua morte, sua filha Margaret ainda estava viva aos 91 anos.
Ela deixou a escola aos 13 anos para trabalhar em uma fábrica de camisas. Ela se casou com William Lang em 1922 e sua filha, Margaret nasceu em 1923. Seu marido morreu em 1988 aos 92 anos. Ela viveu de forma independente até os 105 anos.  Ethel tornou-se a pessoa viva mais velha de Reino Unido em 14 de novembro de 2013 após a morte de Grace Jones.
Ethel morreu em 15 de janeiro de 2015 aos 114 anos e 233 dias em Barnsley. Na época de sua morte, ela era a quarta pessoa de maior vida no Reino Unido, depois de Charlotte Hughes, Annie Jennings e Eva Morris. Após sua morte, Gladys Hooper tornou-se a pessoa viva a mais velha de Reino Unido.